# Bergisches Land

Het Bergische Land in Duitsland

Het Bergisches Land (Nederlands: Bergse Land) is een regio in de Duitse deelstaat Noordrijn-Westfalen, gelegen op en langs de rechter Rijnoever op circa 250 tot 500 meter hoogte. Zij komt overeen met het gebied dat oorspronkelijk het graafschap en later tot 1806 het hertogdom Berg vormde. De kern bestaat uit de stedendriehoek Wuppertal, Solingen en Remscheid. Het noordelijk gelegen district Mettmann tezamen met Mülheim an der Ruhr en Düsseldorf (soms ook Leverkusen) worden als Niederbergisches Land (Nederbergse Land) betiteld. De gebieden ten zuiden en oosten van de stedendriehoek vormen het Oberbergische Land (Hoogbergse Land).

## Naam

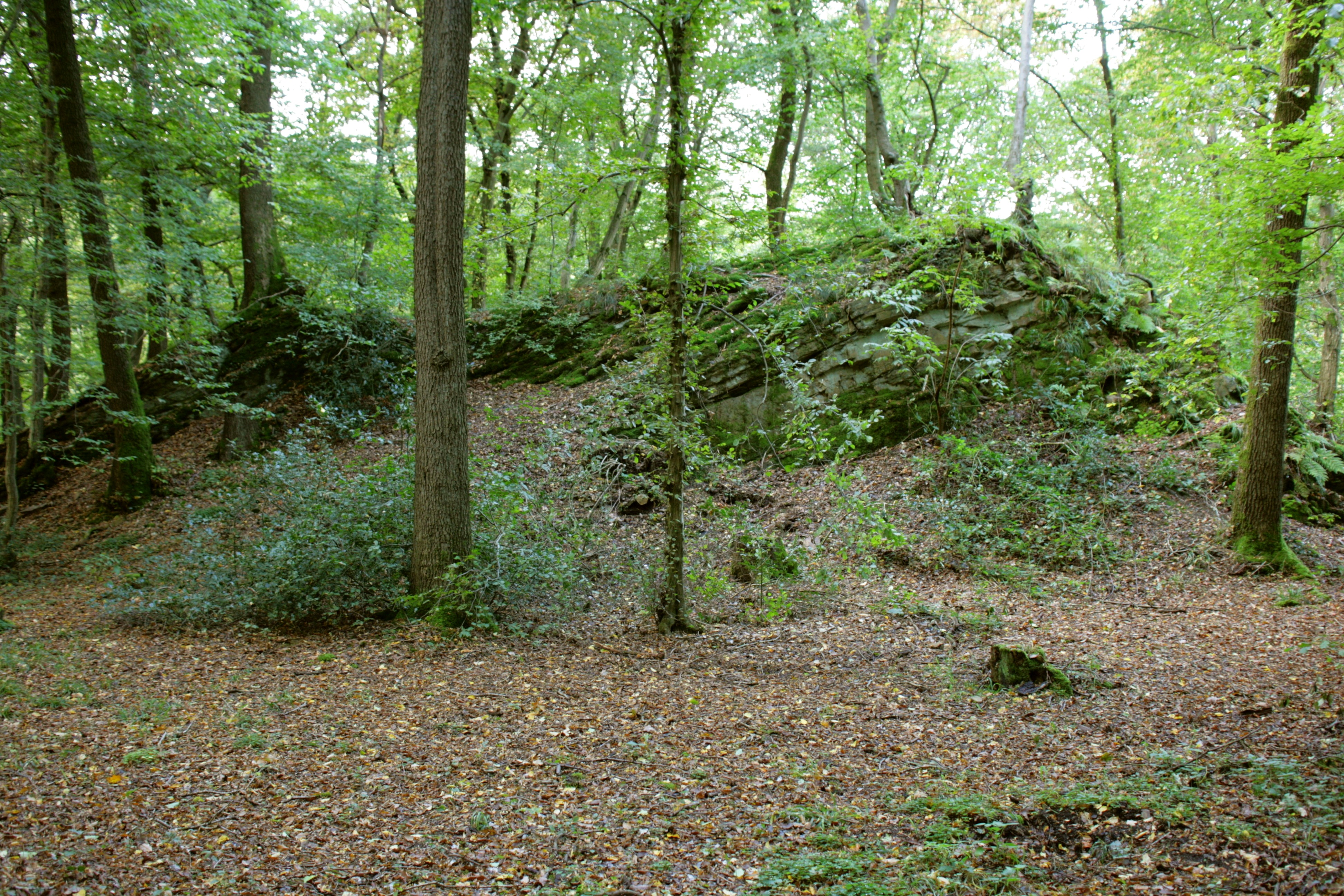
Locatie van het verdwenen hoofdgebouw van de burcht "Berge"

De regio dankt haar naam  aan het historische hertogdom Berg, hetwelk vroeger vaak als Berge of Berghe geschreven werd. De naam van het hertogdom Berg was overigens niet afgeleid van het heuvelige landschap, maar van de burcht "Berge" in het huidige Altenberg. De naamdelen Berg en Bergisch komen voor in de plaatsnamen Bergneustadt (in de Oberbergischer Kreis) en Bergisch Gladbach (Rheinisch-Bergischer Kreis).
Het oorspronkelijke Nederlandse bijvoeglijk naamwoord is Bergs. De germanistische vorm "Bergisch" wordt daarentegen gebruikt voor de dialecten (ter vermijding van verwarring met het Bergse dialect van Bergen op Zoom). De bewoners zijn de Bergers.

## Geografie en klimaat
Op de oostelijke oever van de Rijn gelegen, kent het Bergse Land een duidelijke hoogtetoename van 50 m boven de zeespiegel naar 450 m boven de zeespiegel aan de oostelijke grenzen. Typisch is de heuvelachtige structuur met hoogtes en dalen. Door de hoogteverschillen treden typische orografische stijgingsregens op, die een verschil in jaarlijkse neerslag van west (800 mm) naar oost (1350 mm) bewerkstelligen. De combinatie van de regenval met de gemiddelde zomertemperatuur van 13-16°C is zeer groeizaam.

## Onderverdeling

Politieke verdeling

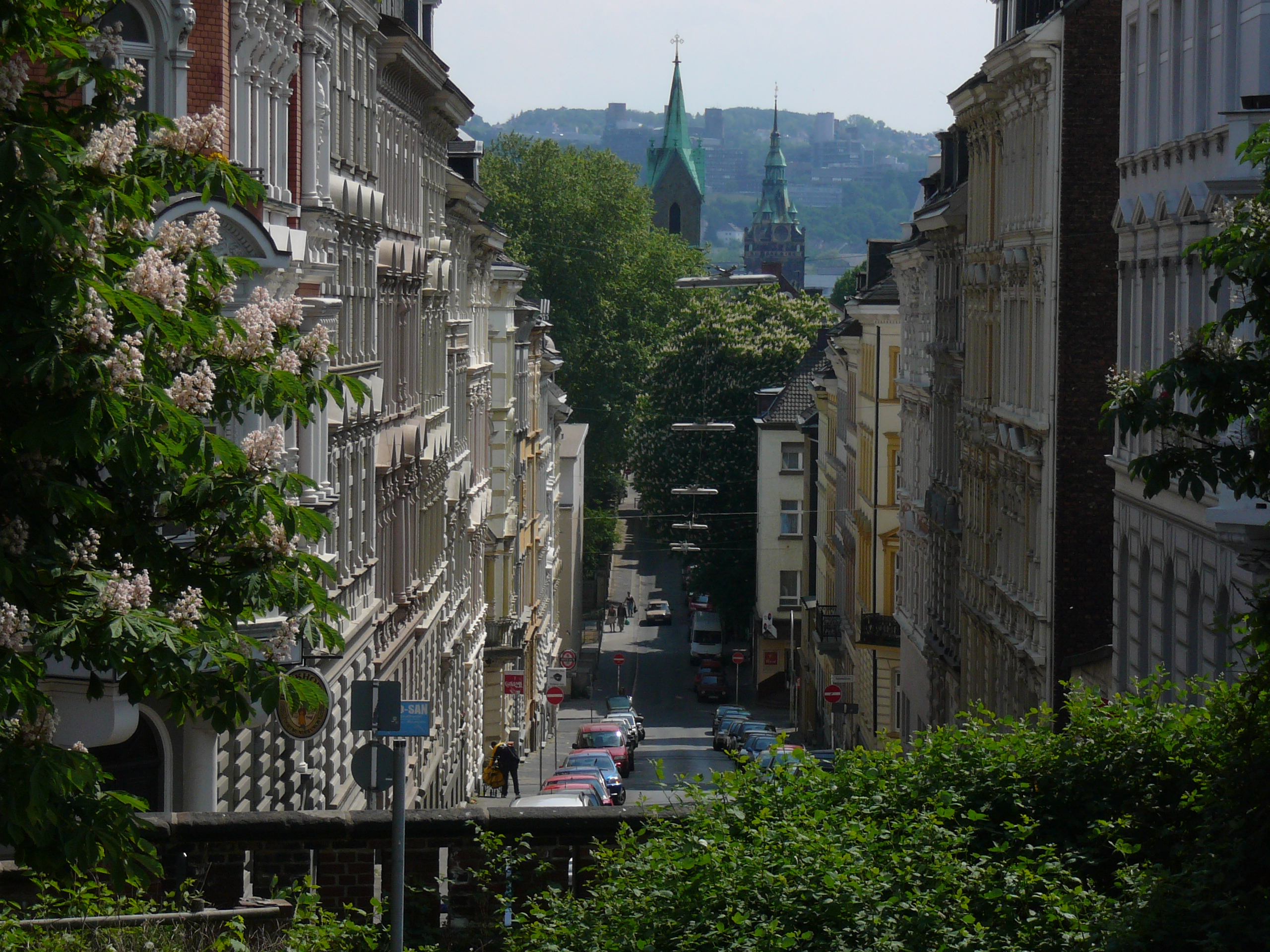
Wuppertal, Ölberg met typische steile straten

- Het Niederbergische Land is het noordelijke deel van het Bergisches Land. Hier ligt het Neandertal, wereldberoemd door de vondst van de overblijfselen van mens uit de steentijd. Velbert vormt in het oosten de historische grens met Westfalen. In het noorden vormt de rivier de Ruhr de grens; dit noordelijkste deel wordt thans tot de Industrieregion Ruhrgebiet gerekend. In het westen vormt de Rijn de grens en in het zuiden de Wupper. Het Niederbergische land bestaat uit het district Mettmann en de steden Düsseldorf en Mülheim an der Ruhr. De tot het district Mettmann behorende steden Heiligenhaus, Velbert en Wülfrath liggen centraal in de streek. Men heeft in de jaren 70 vergeefs geprobeerd deze plaatsen tot een Großstadt Niederberg samen te voegen. 
Historisch gezien horen Mülheim an der Ruhr, het gedeelte van Kettwig ten zuiden van de Ruhr en het zuiden van Duisburg tot het Niederbergische Land.
- Wuppertal geldt als centrum van het Bergisches Land. De stad vormt samen met Solingen en Remscheid de Bergische Stedendriehoek, welke geografisch op de grens tussen het Ober- en het Niederbergische Land ligt, maar meestal tot geen van beide streken wordt gerekend.
- Het Oberbergische Land is het zuidoostelijk gedeelte en omvat de Oberbergischer Kreis en de Rheinisch-Bergischer Kreis. Tegenwoordig wordt het meestal gelijkgesteld met de Oberbergischer Kreis, maar historisch omvat het tevens het rechts van de Rijn gelegen deel van de Rhein-Sieg-Kreis en de stad Leverkusen.

Het Oberbergische Land valt onder het Regierungsbezirk Keulen, de andere delen onder het Regierungsbezirk Düsseldorf.
De rivier de Wupper loopt door het gebied, terwijl de rivieren de Rijn, Ruhr en Sieg als grens fungeren.

## Politiek
Omdat het voormalige hertogdom tegenwoordig opgedeeld is in twee regeringsgebieden, die van Düsseldorf en Keulen, treedt de regio niet vanzelfsprekend als politieke einheid op. Sinds 1949 bestaat daarom een verband van steden en districten om deze samenwerking op dit niveau te coördineren: de "Kommunale Arbeitsgemeinschaft Bergisches Land".

## De Bergse leeuw
Het wapenschild van Berg bestaat uit een staande rode leeuw met dubbele staart en is oorspronkelijk het wapen van het oude hertogdom Limburg, alleen is in het laatste de leeuw niet blauw gekroond, getongd en geklauwd, maar idem in goud. De Bergse leeuw is in veel wapens van gemeenten en steden in het Bergse land terug te vinden.

Bergse leeuw
Historisch wapen van Limburg
Wapen van de Oberbergische Kreis
Wapen van de Rheinisch-Bergische Kreis
Logo van de Bergische Universität Wuppertal
Stadwapen van Düsseldorf

## Stad en Land
Het oorspronkelijke hertogdom besloeg een oppervlakte van 2975 km², het huidige land (buiten de stadsdistricten) telt 262.000 inwoners.

De relatie van Düsseldorf met het Bergisches Land is complex: het historische Düsseldorf was de hoofdstad van het Bergische Land, zoals te zien is aan het stadswapen van Düsseldorf (dat ook weer de Bergse leeuw toont), maar de inwoners van Düsseldorf zien zichzelf meer als Rijnlanders. Düsseldorf is de hoofdstad van de deelstaat Noordrijn-Westfalen en heeft internationale allure.

## Bergisch dialect

Ik / ich - isoglosse in Limburg en Duitsland. Het westelijke, donkerrode gedeelte is de Uerdinger linie, helderrood is de samenloop daarvan met de Benrather linie

Een taalkundige bijzonderheid is, dat een deel van dit land nog tot het oude Bergisch Nederfrankische dialectgebied behoort, waarvan het dialect verwant is met het Limburgs dan wel met het Kleverlands. Het eerste geldt voor de dialecten van het district Mettmann en die van de steden Düsseldorf, Wuppertal, Solingen Remscheid, Mülheim aan de Ruhr [Mölmsch] en Essen-Werden, die Bergisch worden genoemd. Zie hiervoor het artikel Maas-Rijnlands.

De Uerdinger Linie, de scheidslijn tussen het Hoogduitse 'ich' en het Nederduitse 'ik' loopt op Nederlandstalig gebied vanaf Leuven naar Roermond en Venlo, dan via Viersen naar de Rijn, die zij oversteekt tussen Krefeld-Uerdingen en Duisburg-Mündelheim en voert via Saarn (stadsdeel van Mülheim aan de Ruhr) door het Bergisches Land naar Kettwig (deel van Essen) en Elberfeld (deel van Wuppertal). Daar valt zij samen met de Benrather Linie of „maken-/machen-Linie“. Deze gecombineerde isoglosse loopt vervolgens ten zuiden van Gummersbach en Wiedenest (deel van Bergneustadt) verder oostwaarts, richting Kassel (deelstaat Hessen) en verder.

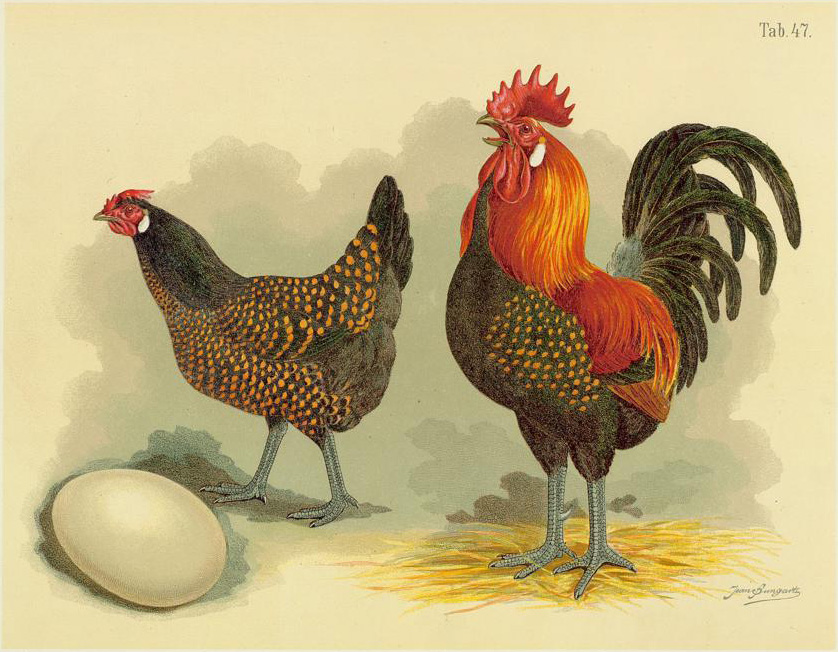
Historische afbeelding van Bergse kraaiers, Jean Bungartz, 1885)

## Historische veerassen en fruitsoorten
Groeiende belangstelling bestaat voor het behoud van regionale historische vee- en plantenrassen. Bekend zijn de drie Bergse hoenderrassen: de Bergse kraaier, Bergse hangkam en de Duitse kruiper. Oude fruitsoorten van het Bergse Land zijn: de Bergische Schafsnase (appel), de grote rode Bellefleur (appel), de Keulemann (appel) en de Huetjansbirne (peer).